# باكيليت
الباكيليت أو البَاكَلِيت وهو من لدائن التصلب الحراري المبنية على ريزينات فينول فورم ألدهيد. أول من صنعه هو الكيميائي البلجيكي ليو هندريك باكيلاند وذلك عام 1907 وسمي المنتج على اسمه.
يعد الباكيليت أول اللدائن المنتجة صناعياً، وكان له اسم تجاري ذو حقوق محفوظة لشركة هيكسون للكيماويات Hexion Specialty Chemicals GmbH تحت اسم Bakelite® وBakelit®، إلا أن هذه الحقوق أصبحت مشاعة منذ زمن.

## التاريخ
كان بايكيلاند بالفعل ثريًا بسبب اختراعه لورق التصوير الفوتوغرافي فيلوكس عندما بدأ في التحقيق في تفاعلات الفينول والفورمالديهايد في مختبره المنزلي. بدأ الكيميائيون في إدراك أن العديد من الراتنجات والألياف الطبيعية عبارة عن بوليمرات. كان هدف بايكلاند الأولي هو إيجاد بديل شيلاك، وهي مادة محدودة الإمداد لأنها صنعت بشكل طبيعي من إفراز حشرات اللاك (خاصة كيريا لاكا). أنتجت شركة بايكيلاند شيلاك الفينول فورمالدهيد القابل للذوبان يسمى «نوفولاك»، لكنه لم يكن ناجحًا في السوق.
ثم بدأ بايكلاند بتجربة تقوية الخشب عن طريق تشريبه براتنج صناعي بدلاً من تغطيته. من خلال التحكم في الضغط ودرجة الحرارة المطبقة على الفينول والفورمالديهايد، أنتج بيكيلاند مادة صلبة قابلة للتشكيل أطلق عليها اسم «الباكليت» على اسمه. كان أول بلاستيك صناعي مُصلد بالحرارة، وتكهن بايكلاند بـ «الألف وواحد... مادة» يمكن استخدامه في صنعه.:58–59 نظر بايكلاند في إمكانيات استخدام مجموعة متنوعة من مواد الحشو، بما في ذلك القطن، ومسحوق البرونز، وغبار الأردواز، ولكنه كان أكثر نجاحًا مع الخشب وألياف الأسبستوس، على الرغم من التخلي التدريجي عن الأسبستوس من قبل جميع الشركات المصنعة بسبب قوانين بيئية أكثر صرامة.:9
قدمت شركة بايكلاند عددًا كبيرًا من براءات الاختراع في المنطقة. الباكليت، «أسلوبه في صنع منتجات غير قابلة للذوبان من الفينول والفورمالديهايد»، تم تقديمه في 13 يوليو 1907، وتم منحه في 7 ديسمبر 1909. كما تقدم بايكلاند بطلب لحماية براءات الاختراع في بلدان أخرى، بما في ذلك بلجيكا وكندا والدنمارك والمجر واليابان والمكسيك وروسيا وإسبانيا. أعلن اختراعه في اجتماع الجمعية الكيميائية الأمريكية في 5 فبراير 1909.
بدأ بايكيلاند الإنتاج شبه التجاري لمواده الجديدة في مختبره المنزلي، حيث قام بتسويقها كمواد للعوازل الكهربائية. بحلول عام 1910، كان ينتج ما يكفي من المواد لتبرير التوسع. أسس شركة جنرال باكليت كشركة أمريكيَّة لتصنيع وتسويق مواده الصناعية الجديدة. كما أجرى اتصالات خارجية لإنتاج مواد في بلدان أخرى.
يعطي بيكر مناقشة مفصلة لتطوير الباكليت وإنتاج شركة باكليت لمختلف تطبيقات المواد. اعتبارًا من عام 1911، كان التركيز الرئيسيّ للشركة هو طلاء الترقق، الذي تفوق حجم مبيعاته بشكل كبير على كل من مواد الصب وراتنج الصب. بحلول عام 1912، كانت مواد القوالب تكتسب قوة، لكن حجم مبيعاتها للشركة لم يتجاوز حجم ورنيش الترقق حتى الثلاثينيَّات من القرن الماضي.[بحاجة لمصدر]
كما تظهر أرقام المبيعات أيضًا، أنتجت شركة الباكليت راتينج مصبوب «شفاف» (والذي لم يتضمن مادة حشو) لسوق صغير مستمر خلال فترة العشرينيَّات والعشرينيَّات من القرن الماضي.:172–174 مثل «العنبر الاصطناعي»، تم تشكيله ونحته لعمل عناصر مثل سيقان الأنابيب وحاملات السجائر والمجوهرات. ومع ذلك، أدى الطلب على البلاستيك المقولب إلى تركيز شركة الباكليت على القولبة، بدلاً من التركيز على الراتنجات الصلبة المصبوبة.:172–174
تأسست شركة الباكليت في عام 1922 بعد دعوى براءات الاختراع لصالح شركة بايكيلاند، من اندماج ثلاث شركات: شركة بيكلايت العامة لبيكلاند؛ شركة كوندينسايد، التي أسسها ج.دبليو. ايلزورث؛ وشركة شركة ريدمانول للمنتجات الكيماوية، التي أسسها لورانس في. ريدمان. تحت إشراف مدير الإعلانات والعلاقات العامة ألان براون، الذي جاء إلى الباكليت من كوندينسايد، تم تسويق الباكليت بقوة على أنها «مادة ألف استخدام».:58–59 تقديم علامة تجاريَّة تتضمن الحرف B أعلاه، تم إنشاء الرمز الرياضي رمز اللانهاية في 25 أغسطس 1925، وادعى أن العلامة كانت قيد الاستخدام اعتبارًا من 1 ديسمبر 1924. تم إدراج مجموعة متنوعة من الاستخدامات في طلبات العلامات التجاريَّة الخاصة بهم.
ظهر العدد الأول من مجلة بلاستيك، أكتوبر 1925، على غلافها مادة الباكليت، وتضمن مقال «الباكليت - ما هو» بقلم آلان براون. تضمنت مجموعة الألوان المتاحة «الأسود والبني والأحمر والأصفر والأخضر والرمادي والأزرق ومزيج من اثنين أو أكثر من هذه». وأكد المقال أن الباكليت جاءت بأشكال مختلفة. «يتم تصنيع الباكليت في عدة أشكال لتناسب المتطلبات المختلفة. وفي جميع هذه الأشكال، فإن الأساس الأساسي هو راتينج الباكليت الأولي. ويشمل هذا التنوع مادة شفافة، للمجوهرات، وأدوات المدخنين، وما إلى ذلك؛ الأسمنت، الذي يستخدم في إحكام غلق المصابيح الكهربائية في قواعد معدنية؛ ورنيش لتشريب الملفات الكهربائية، وما إلى ذلك؛ ورنيش لحماية سطح الأجهزة؛ والمينا، لإعطاء طلاء مقاوم للمعدات الصناعية؛ والباكليت المصفح، المستخدم في التروس والعزل الصامت؛ ومواد التشكيل، التي يتم تشكيلها مواد لا حصر لها من المنفعة والجمال. يتم تحضير مادة التشكيل عادة عن طريق تشريب مواد السليلوز بالراتنج الأولي» غير المعالج". ":17 في تقرير صدر عام 1925، أشادت لجنة التعريفة الجمركية بالولايات المتحدة بالتصنيع التجاري للفينول الاصطناعي الراتنج باعتباره «إنجازًا أمريكيًا واضحًا»، ولاحظت أن «نشر الأرقام، مع ذلك، سيكون بمثابة كشف فعلي عن إنتاج شركة فردية». في إنجلترا، تم تأسيس باكلايت ليمتد، وهو اندماج ثلاثة من موردي راتنج الفينول فورمالدهايد البريطانيين (شركة دامارد لاكر المحدودة في برمنغهام، ومولدنسايت المحدودة التابعة لدارلي ديل وشركة ريدمانول للمنتجات الكيماوية في لندن)، في عام 1926. وافتتح مصنع باكليت جديد في تيسيلي، برمنغهام، حوالي عام 1928. تم هدمه في عام 1998.[بحاجة لمصدر]
تم افتتاح مصنع جديد في باوند بروك، نيو جيرسي، في عام 1931.:75
في عام 1939، تم الاستحواذ على الشركات من قبل يونيون كاربايد وكربون كوربوريشن. في عام 2005، تم تعيين أعمال الراتنجات الفينولية لشركة يونيون كاربايد، بما في ذلك العلامات التجارية المسجلة الباكليت وباكليت، لشركة شركة هيكسيون. في الأول من أبريل 2019، قدمت هيكسيون طلبًا لإفلاس الفصل 11.[بحاجة لمصدر]
بالإضافة إلى مادة الباكليت الأصلية، صنعت هذه الشركات في النهاية مجموعة واسعة من المنتجات الأخرى، تم تسويق العديد منها تحت اسم العلامة التجارية «بلاستيك الباكليت». وشملت هذه الأنواع الأخرى من الراتنجات الفينولية المشابهة للكاتالين، وراتنجات اليوريا فورمالدهايد، والتي يمكن تصنيعها بألوان أكثر إشراقًا من بولي أوكسي بنزيل ميثيلين جليكولانهيدريد.
بمجرد انتهاء صلاحية براءات اختراع بايكيلاند للحرارة والضغط في عام 1927، واجهت شركة الباكليت منافسة خطيرة من الشركات الأخرى. ولأن الباكليت المصبوب يحتوي على مواد مالئة لمنحه القوة، فقد تم تصنيعه بإخفاء الألوان الداكنة. في عام 1927، أنتجت شركة كاتالين الخرز والأساور والأقراط من خلال عملية مختلفة مكنتها من تقديم 15 لونًا جديدًا. تم تقديم المجوهرات الشفافة ورقائق البوكر وغيرها من العناصر المصنوعة من الراتنجات الفينولية في الثلاثينيات أو الأربعينيات من القرن الماضي من قبل شركة كاتالين تحت اسم بريستال. قد يُعزى إنتاج راتنجات الفينول الرخامية أيضًا إلى شركة كاتالين.[بحاجة لمصدر]

## التحضير
يحضر الباكيليت من تفاعل بلمرة الفينول مع الفورم ألدهيد وذلك حسب التفاعل التالي:
صنع الباكليت هو عملية متعددة المراحل. يبدأ بتسخين الفينول والفورمالديهايد في وجود محفز مثل حمض الهيدروكلوريك أو كلوريد الزنك أو الأمونيا الأساسية. ينتج عن هذا منتج تكثيف سائل، يشار إليه باسم الباكليت أ، وهو قابل للذوبان في الكحول أو الأسيتون أو الفينول الإضافي. عند تسخينه أكثر، يصبح المنتج قابل للذوبان جزئيًا ويمكن أن يظل طريًا بالحرارة. ينتج عن التسخين المستمر «علكة صلبة غير قابلة للذوبان». ومع ذلك فإن درجات الحرارة المرتفعة المطلوبة لإنشاء هذا تميل إلى التسبب في رغوة شديدة للخليط عند القيام به عند الضغط الجوي القياسي، مما يؤدي إلى أن تكون المادة المبردة مسامية وقابلة للكسر. كانت الخطوة المبتكرة لبيكلاند هي وضع «آخر منتج تكثيف» في «باكلايزر» على شكل بيضة. عن طريق تسخينه تحت الضغط، عند حوالي 150 درجة مئوية (300 درجة فهرنهايت)، كان بايكيلاند قادرًا على قمع الرغوة التي يمكن أن تحدث لولا ذلك. المادة الناتجة صلبة للغاية وغير قابلة للانصهار وغير قابلة للذوبان.:38–39 :67

### قالب الضغط
يتكون الباكليت المقولب في تفاعل تكثيف للفينول والفورمالدهيد، مع دقيق الخشب أو ألياف الأسبستوس كمواد مالئة، تحت ضغط وحرارة مرتفعين في إطار زمني لبضع دقائق من المعالجة. والنتيجة مادة بلاستيكية صلبة. تم التخلي تدريجياً عن الأسبستوس كمواد مالئة لأن العديد من البلدان حظرت إنتاج الأسبستوس.:9
كان لعملية صب الباكليت عدد من المزايا. يمكن توفير راتينج الباكليت إما كمسحوق، أو على شكل رخويات مُعالجة جزئيًا، مما يزيد من سرعة الصب. تتطلب راتنجات التصلد بالحرارة مثل الباكليت حرارة وضغطًا أثناء دورة التشكيل، ولكن يمكن إزالتها من عملية التشكيل دون تبريدها، مما يجعل عملية التشكيل أسرع مرة أخرى. أيضًا، بسبب السطح المصقول الأملس الذي نتج، تتطلب أجسام الباكليت تشطيبًا أقل. يمكن نسخ ملايين الأجزاء بسرعة وبتكلفة زهيدة نسبيًا.:42–43

### ورقة الفينول
سوق آخر لراتنج الباكليت كان صناعة مواد صفائح الفينول. الصفيحة الفينولية هي مادة صلبة كثيفة مصنوعة عن طريق تطبيق الحرارة والضغط على طبقات من الورق أو القماش الزجاجي المشبع بالراتنج الصناعي.:53 الورق، والأقمشة القطنية، والأقمشة الاصطناعية، والأقمشة الزجاجية والأقمشة غير المنسوجة هي جميع المواد الممكنة المستخدمة في التصفيح. عندما يتم تطبيق الحرارة والضغط، تحول البلمرة الطبقات إلى بلاستيك مصفح صناعي بالحرارة.
يتم إنتاج صفائح الباكليت الفينولية في العديد من الدرجات التجاريَّة مع إضافات مختلفة لتلبية المتطلبات الميكانيكيَّة والكهربائية والحراريَّة المتنوعة. تشمل بعض الأنواع الشائعة ما يلي:
- ورق مقوى نيما XX لكل MIL-I-24768 PBG. التطبيقات الكهربائية العادية، القوة الميكانيكية المعتدلة، درجة حرارة التشغيل المستمرة 250 درجة فهرنهايت (120 درجة مئوية).
- قماش مقوى NEMA C لكل MIL-I-24768 TYPE FBM NEMA CE لكل MIL-I-24768 TYPE FBG. قوة ميكانيكية وتأثير جيدة مع درجة حرارة تشغيل مستمرة تبلغ 250 درجة فهرنهايت (120 درجة مئوية).
- مقوى بالكتان NEMA L لكل MIL-I-24768 TYPE FBI NEMA LE لكل MIL-I-24768 TYPE FEI. قوة ميكانيكية وكهربائية جيدة. موصى به للأجزاء المعقدة عالية القوة. درجة حرارة التشغيل المستمر 250 درجة فهرنهايت (120 درجة مئوية).
- النايلون المقوى NEMA N-1 لكل MIL-I-24768 TYPE NPG. خصائص كهربائية فائقة في ظل الظروف الرطبة، ومقاومة للفطريات، ودرجة حرارة تشغيل مستمرة تبلغ 160 درجة فهرنهايت (70 درجة مئوية).

## الاستعمال

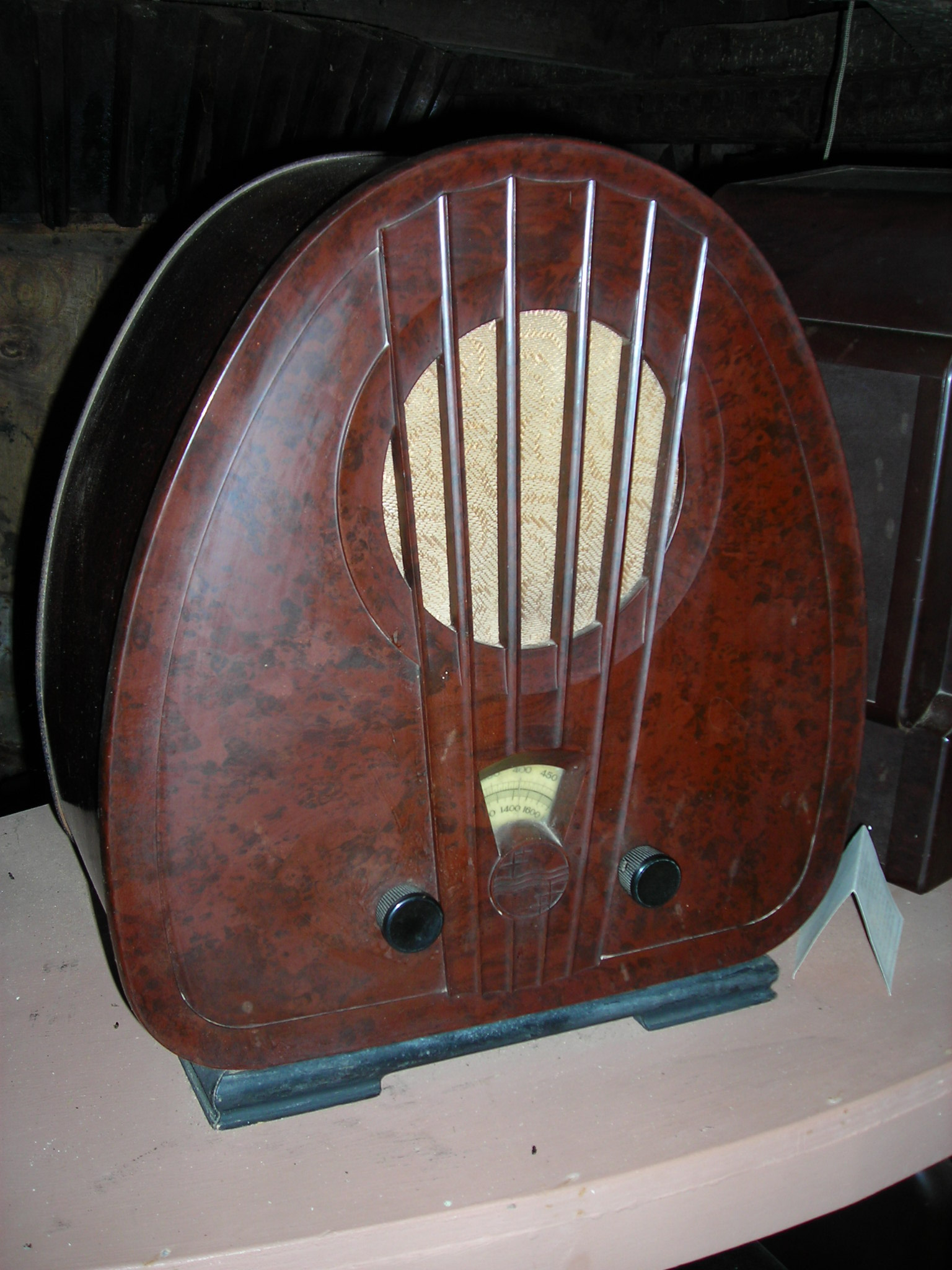
مذياع باكيليت في معرض الباكيليت

كان الباكيليت مناسباً إلى نحو كبير للاستخدام في صناعة الكهربائيات وصناعات السيارات نظراً لمقاومته العالية، ليس للكهرباء فحسب وإنما للحرارة والتأثيرات الكيميائية أيضًا. واستخدم بعدها في جميع الأجزاء غير الموصلة في المذياع والأجهزة الكهربائية الأخرى، مثل قواعد المصابيح الزجاجية والأنابيب الإلكترونية، وكمساند لأي نوع من المكونات الكهربائية، والعوازل الأخرى. والاستخدام الأكبر الباكيليت في وقتنا الحاضر هو عازل للأسلاك، وفي بناء لوحات الفرامل وأجزاء السيارات الأخرى وكذلك في بعض التطبيقات الصناعية الكهربائية.
جعلته خصائص الباكليت مناسبة بشكل خاص كمركب صب، مادة لاصقة أو عامل ربط، ورنيش، وطلاء واقي. كان الباكليت مناسبًا بشكل خاص للصناعات الكهربائية والسيارات الناشئة بسبب مقاومته العالية جدًا للكهرباء والحرارة والعمل الكيميائي.:44–45
كان أول استخدام تجاري للباكليت في الصناعة الكهربائية هو صب البطانات العازلة الصغيرة، التي صنعت في عام 1908 لصالح شركة شركة ويستون للأدوات الكهربائية بواسطة ريتشارد دبليو سيبري من شركة المطاط بونتون.:43 سرعان ما تم استخدام الباكليت. للأجزاء غير الموصلة للهواتف وأجهزة الراديو والأجهزة الكهربائية الأخرى، بما في ذلك قواعد ومآخذ المصابيح الكهربائية وأنابيب الإلكترون (الأنابيب المفرغة)، ودعامات أي نوع من المكونات الكهربائية وأغطية موزع السيارات والعوازل الأخرى. بحلول عام 1912، تم استخدامه في صناعة كرات البلياردو، نظرًا لأن مرونته والصوت الذي يصدره كانا مشابهين للعاج.
خلال الحرب العالمية الأولى، تم استخدام الباكليت على نطاق واسع، لا سيما في الأنظمة الكهربائية. تضمنت المشاريع المهمة محرك طائرة ليبرتي، الهاتف اللاسلكي والهاتف اللاسلكي،  واستخدام المراوح الصغيرة في قاذفة NBS-1 وطائرة DH-4B.
ساعد توافر الباكليت وسهولة وسرعة التشكيل في خفض التكاليف وزيادة توافر المنتج بحيث أصبحت الهواتف وأجهزة الراديو من السلع الاستهلاكية المنزلية الشائعة.:116–117 كما كان مهمًا جدًا لتطوير السيارات الصناعة. سرعان ما تم العثور عليه في عدد لا يحصى من المنتجات الاستهلاكية الأخرى التي تتراوح من سيقان الأنابيب والأزرار إلى أبواق الساكسفون والكاميرات والمدافع الرشاشة المبكرة وأغلفة الأجهزة. كما تم استخدام الباكليت بشكل شائع في صنع ألواح الإمساك المقولبة (مخزون) على المسدسات والبنادق الرشاشة والرشاشات، بالإضافة إلى العديد من مقابض السكاكين و«الموازين» خلال النصف الأول من القرن العشرين.
وابتداءً من عشرينيات القرن الماضي، أصبحت مادة مشهورة للمجوهرات. أدرجت المصممة كوكو شانيل أساور الباكليت في مجموعاتها من مجوهرات الأزياء. :27–29 استخدمه المصممون مثل إلسا سكياباريلي في المجوهرات وأيضًا لأزرار الملابس المصممة خصيصًا. في وقت لاحق، كانت ديانا فريلاند، محررة مجلة فوج، متحمسة بشأن الباكليت. كما تم استخدام الباكليت لصنع صناديق عرض لساعات بريتلينغ.[بحاجة لمصدر] بحلول عام 1930، اعتبر المصمم بول تي فرانكل الباكليت «ماتيريا نوفا»، «معبرة عن عصرنا».:107 بحلول الثلاثينيات من القرن الماضي، تم استخدام الباكليت لقطع ألعاب مثل الشطرنج ورقائق البوكر، الدومينو  ومجموعات لعبة ما جونغ. تمت ترقية أدوات المطبخ المصنوعة من الباكليت، بما في ذلك العلب وأدوات المائدة، لمقاومتها للحرارة والتقطيع. في منتصف الثلاثينيات من القرن الماضي، قامت شركة نورثلاند بتسويق خط من الزلاجات بقاعدة «إيبونيت» سوداء، وهي عبارة عن طلاء من الباكليت. بحلول عام 1935، تم استخدامه في القيثارات الكهربائية ذات الجسم الصلب. أحب فناني الأداء مثل جيري بيرد نغمة القيثارات الباكليت ولكنهم وجدوا صعوبة في الحفاظ عليها متناغمة.
لعبة البناء للأطفال البريطانيين بايكو، التي تم إطلاقها في عام 1933، استخدمت في الأصل الباكليت في العديد من أجزائها، وأخذت اسمها من المادة.[بحاجة لمصدر]
خلال الحرب العالمية الثانية، تم استخدام الباكليت في مجموعة متنوعة من معدات زمن الحرب بما في ذلك نظارات الطيار والهواتف الميدانية. كما تم استخدامه للمجوهرات الوطنية في زمن الحرب. في عام 1943، تم اعتبار الراتنج الفينولي بالحرارة لتصنيع العملات المعدنية، بسبب نقص المواد التقليدية. تم اختبار الباكليت والمواد غير المعدنية الأخرى للاستخدام لعملة سنت واحد في الولايات المتحدة قبل أن يستقر النعناع على الفولاذ المطلي بالزنك.
خلال الحرب العالمية الثانية، كانت أزرار الباكليت جزءًا من الزي البريطاني. تم تعديلها أحيانًا لتلائم أغراض البقاء والتهرب والمقاومة والهروب في حالة الاستيلاء. «بعد إدخال دي بي (باتل دريس). اضطرت MI9 للتكيف لمواجهة التحدي المتمثل في عدد من حلول البوصلة المختلفة. تم ابتكارها، سرية وعلنية على حد سواء. وشملت هذه الأزرار الباكليت المستخدمة في كل من زي الجيش (بني اللون) وزي القوات الجوية الملكية (الأسود) دي بي.»
في عام 1947، أدين مزور الفن الهولندي هان فان ميجرين بتهمة التزوير، بعد أن أثبت الكيميائي والمنسق بول ب.كورمانز أن فيرمير المزعوم احتوى على مادة الباكليت، التي استخدمها فان ميجرين كمقوي للطلاء.
تم استخدام الباكليت في بعض الأحيان في قبضة المسدس، وحراسة اليد، ومخزون الأسلحة النارية. كثيرًا ما يتم تحديد أيه كيه إم وبعض بنادق أيه كيه-74 المبكرة عن طريق الخطأ على أنها تستخدم الباكليت، ولكن معظمها كان مصنوعًا من AG-S4.
بحلول أواخر الأربعينيَّات من القرن الماضي، حلت المواد الأحدث محل الباكليت في العديد من المناطق. يقل استخدام الفينول بشكل متكرر في المنتجات الاستهلاكيَّة العامة اليوم بسبب تكلفتها وتعقيد إنتاجها وطبيعتها الهشة. لا تزال تظهر في بعض التطبيقات التي تتطلب خصائصها المحددة، مثل المكونات الصغيرة ذات الشكل الدقيق، وأسطوانات فرامل القرص المصبوبة، ومقابض القدر، والمقابس الكهربائية، والمفاتيح وأجزاء للمكاوي الكهربائية، وكذلك في مجال الألواح غير المكلفة والطاولة ألعاب منتجة في الصين وهونغ كونغ والهند. عناصر مثل كرات البلياردو والدومينو وقطع ألعاب الطاولة مثل الشطرنج والداما ولعبة الطاولة مصنوعة من الباكليت لمظهرها وقوة تحملها وصقلها الناعم ووزنها وصوتها. الوزن والصوت،[بحاجة لمصدر] ولكن الغالبية مصنوعة من بوليمر لدن بالحرارة مثل أكريلونيتريل بوتادين ستايرين (ABS). يستمر استخدام الباكليت في عزل الأسلاك، وسادات الفرامل ومكونات السيارات ذات الصلة، والتطبيقات الصناعية المتعلقة بالكهرباء. لا يزال يتم تصنيع مخزون الباكليت وإنتاجه في شكل صفائح وقضبان وأنبوب للتطبيقات الصناعية في الإلكترونيات وتوليد الطاقة وصناعات الطيران، وتحت مجموعة متنوعة من الأسماء التجارية التجارية.
تم استخدام الراتنجات الفينولية بشكل شائع في الدروع الواقية من الحرارة الجر. تتكون دروع الحرارة السوفيتية للرؤوس الحربية للصواريخ البالستيَّة العابرة للقارات وإعادة دخول المركبات الفضائية من مادة الأسبستوس المنسوجة، المشبعة بالباكليت. كما يستخدم الباكليت في تركيب عينات المعادن في علم المعادن.

## الخواص
- يمتاز الباكيليت بمقاومته الحرارية والميكانيكية بالإضافة إلى مقاومته للحموض.
- بخلاف اللدائن الحرارية فإن تسخينه لا يؤدي إلى تشوه في الشكل.
- للباكيليت على الدوام لون غامق يتفاوت بين البني الغامق والأسود، كما أنه يغمق بالتعرض للضوء.
- الباكليت لديه عدد من الخصائص الهامة. يمكن تشكيلها بسرعة كبيرة، مما يقلل من وقت الإنتاج. القوالب ناعمة، وتحافظ على شكلها ومقاومة للحرارة والخدوش والمذيبات المدمرة. كما أنها مقاومة للكهرباء، ولها موصلية منخفضة. إنه غير مرن.[8]:44–45[25][65] قد تنتفخ منتجات راتنجات الفينول قليلاً في ظل ظروف الرطوبة الشديدة أو الرطوبة الدائمة. عند الاحتكاك أو الاحتراق، يكون للباكليت رائحة مميزة، لاذعة، مُغثية (مثيرة للغثيان) أو مريبة.[66]

## قابلية التحصيل
أصبحت عناصر الباكليت، خاصة المجوهرات وأجهزة الراديو، من المقتنيات الشعبيَّة. يستخدم مصطلح الباكليت في بعض الأحيان في سوق إعادة البيع للإشارة إلى أنواع مختلفة من البلاستيك المبكر، بما في ذلك كاتالين وفاتوران، والتي قد تكون ذات ألوان زاهية، وكذلك العناصر المصنوعة من مادة الباكليت.

## براءات الاختراع
منح مكتب براءات الاختراع والعلامات التجارية بالولايات المتحدة شركة بايكلاند براءة اختراع لـ «طريقة صنع منتجات غير قابلة للذوبان من الفينول والفورمالديهايد» في 7 ديسمبر 1909. شكل إنتاج منتجات تكثيف صلبة ومضغوطة وغير قابلة للذوبان وغير قابلة للإنصهار من الفينولات والفورمالديهايد بداية صناعة البلاستيك الحديثة.

## مواد بلاستيكية مماثلة
كان الكاتالين أيضًا عبارة عن راتينج فينولي، مشابه للباكليت، ولكنه يحتوي على حشوات معدنية مختلفة تسمح بإنتاج ألوان فاتحة.
المكثفات هي مواد متشابهة بالحرارة لها نفس الخصائص والخصائص والاستخدامات.
كان كريستاليت من أوائل البلاستيك.
فاتوران هو راتينج فينولي يشبه الباكليت ويتحول إلى اللون الأحمر مع مرور الوقت بغض النظر عن لونه الأصلي.
الجاليث هو بلاستيك مبكر مشتق من منتجات الألبان.
ميكارتا عبارة عن لوح عازل مركب مبكر يستخدم الباكليت كعامل ربط. تم تطويره في عام 1910 بواسطة وستنجهاوس الكتريك.آند فيبكو كوربريشن.
نوفوتكست هو اسم تجاري لراتنج القطن - الفينول.